# Diaea tadtadtinika
Diaea tadtadtinika är en spindelart som beskrevs av Alberto Barrion och James A. Litsinger 1995. Diaea tadtadtinika ingår i släktet Diaea och familjen krabbspindlar.
Artens utbredningsområde är Filippinerna. Inga underarter finns listade i Catalogue of Life.